# Phyllobacteriaceae
Die Phyllobacteriaceae sind eine Familie von Bakterien. Einige Arten kommen innerhalb von Pflanzenwurzeln und Blättern vor, daher der Name, phyllon ist griechisch und bedeutet so viel wie ‚Blatt‘.

## Merkmale und Stoffwechsel
Die Zellen sind begeißelt, die Flagellen liegen entweder polar, subpolar oder lateral. Einige Arten besitzen keine Flagellen und sind unbeweglich (nonmotile).
Die meisten Arten benötigen Sauerstoff, sie sind aerob und ihr Stoffwechselweg ist die Atmung mit Sauerstoff als terminalen Elektronenakzeptor, wie es auch bei den höheren Organismen der Fall ist. Einige Arten wie Aquamicrobium defluvii und Nitratireductor aquibiodomus können auch unter anaeroben Bedingungen Nitratatmung betreiben. Die Art Mesorhizobium thiogangeticum ist chemolithotroph und nutzt Thiosulfat oder elementaren Schwefel als Energiequelle. Arten von Aminobacter können methylotroph wachsen. Sie nutzen Verbindungen mit einem (einzigen) Kohlenstoff-Atom (C1-Verbindungen) wie z. B. Methylamin (CH5N) als Energie- und  Kohlenstoffquelle.

## Systematik
Die Familie Phyllobacteriaceae gehört zur Ordnung der Rhizobiales in der Klasse der Alphaproteobacteria des Stammes Proteobacteria. Sie wurde 2005 vorgeschlagen und 2006 validiert.
Es folgt eine Liste einiger Gattungen, die zu der Familie Phyllobacteriaceae gestellt werden:
- Aliihoeflea Roh et al. 2008
- Aminobacter Urakami et al. 1992
- Aquamicrobium Bambauer et al. 1998
- Aquibium Kim et al. 2022
- Chelativorans Doronina et al. 2010
- Corticibacterium Li et al. 2016
- Mesorhizobium Jarvis et al. 1997
- Nitratireductor Labbé et al. 2004
- Oceaniradius Jeong et al. 2019
- Oricola Hameed et al. 2015
- Oryzicola Chhetri et al. 2021
- Paramesorhizobium Luo et al. 2015
- Phyllobacterium (ex Knösel 1962) Knösel 1984
- Roseitalea Hyeon et al. 2017
- Tianweitania Han et al. 2016

Die zuerst als Candidatus Liberibacter geführte Gattung wird nun der Familie Rhizobiaceae zugeordnet. Es handelt sich um Bakterien, die im Phloem von Pflanzen vorkommen und Schäden an Zitruspflanzen und verschiedenen Arten der Pflanzenfamilie Solanaceae verursachen können. Hier wurde das komplette Genom mehrerer Stämme sequenziert.

## Ökologie
Die einzelnen Arten kommen in Böden, Wasser, marinen Sedimenten, Belebtschlamm und auch innerhalb von Pflanzen vor. Einige Arten fixieren freien Stickstoff.
Verschiedene Arten der Gattung Mesorhizobium bilden eine Symbiose mit Pflanzen (Diazotrophie). So bildet Mesorhizobium loti symbiotische Wurzelknöllchen mit Pflanzen der Gattung Hornklee (Lotus). Die Pflanzen können hierbei den fixierten Stickstoff in Form von z. B. Ammoniumionen aufnehmen. M. loti ist ein wichtiges Forschungsobjekt in Bereich der Symbiose von Pflanzen und stickstofffixierenden Bakterien. Aminobacter anthyllidis LMG 26462T ist ebenfalls in der Lage, Stickstoff aus der Atmosphäre fixieren. Es bildet hierbei mit der Pflanze Echter Wundklee (Anthyllis vulneraria) eine Symbiose (Knöllchenbakterien). ''Mesorhizobium amorphae'' ist ein kupferresistenter Stickstofffixierer und wichtig für Pflanzen, die in Gebieten mit hohen Kupfer-, Zink- und Chromkonzentrationen wachsen. Mesorhizobium alhagi ist stark resistent gegen hohe Salzgehalte und toleriert hohe pH-Werte (alkaliphil).
Stämme von Nitratireductor wurden aus Gebieten isoliert, wo Verschmutzungen mit z. B. Rohöl und Pestizide vorlagen.
Die Art Phyllobacterium rubiacearum kommt innerhalb von Blättern der Pflanze Psychotria kirkii (Rubiaceae) vor. Sie wurde auch innerhalb von Samen der Pflanze nachgewiesen. Eine Fixierung von N2 wurde allerdings nicht beobachtet.
"Aliihoeflea aestuarii" kommt in Sedimenten im Wattenmeer vor. Der Stamm der Art Nitratireductor aquibiodomus stammt aus der Wasseraufbereitungsanlage des Biodôme Montréal, einer Einrichtung im Olympic Park in Montréal. Dort werden Nachbildungen von vier Ökosystemen Amerikas gezeigt.